# Stellan
Stellan [ˌstɛlan] ist ein schwedischer männlicher Vorname unbekannter Bedeutung.

## Namensträger
- Stellan Bengtsson (* 1952), schwedischer Tischtennisspieler
- Stellan Brynell (* 1962), schwedischer Schachspieler
- Stellan Colmanus (* unbekannt, † 552), Abt von Tirdaglas in Irland (irischer Heiliger)
- Stellan Colmanus (* um 605, † 675), Bischof von Lindisfarne in England, siehe Colman von Lindisfarne
- Stellan Egeland, schwedischer Konstrukteur („World Champion of Custom Bike Building 2007“)
- Stellan Engholm (1899–1960), schwedischer Lehrer und Esperanto-Schriftsteller
- Stellan Mohlin, (1925–2018), schwedischer Badmintonspieler und Sportfunktionär
- Stellan Graf Mörner (1896–1979), schwedischer Maler und Schriftsteller
- Stellan Nilsson (1922–2003), schwedischer Fußballspieler
- Stellan Olsson (* 1936), schwedischer Filmregisseur und Drehbuchautor
- Stellan Österberg (* 1965), schwedischer Badmintonspieler
- Stellan Rye (1880–1914), dänischer Drehbuchautor und Filmregisseur
- Stellan Skarsgård (* 1951), schwedischer Schauspieler
- Stellan Westerdahl (1935–2018), schwedischer Segler